# Verwaltungsgemeinschaft Wettin
In der Verwaltungsgemeinschaft Wettin waren im sachsen-anhaltischen Saalkreis die Gemeinden Brachwitz, Döblitz, Dößel, Gimritz, Kloschwitz, Neutz-Lettewitz und Rothenburg sowie die Stadt Wettin zusammengeschlossen. Verwaltungssitz war Wettin. Am 1. Januar 2005 wurde sie mit der Verwaltungsgemeinschaft Nördlicher Saalkreis zur neuen Verwaltungsgemeinschaft Saalkreis Nord zusammengeschlossen. Die Gemeinde Kloschwitz wurde in die Verwaltungsgemeinschaft Westlicher Saalkreis eingegliedert.